# Phthiracarus liparus
Phthiracarus liparus är en kvalsterart som beskrevs av Wojciech Niedbała 1984. Phthiracarus liparus ingår i släktet Phthiracarus och familjen Phthiracaridae. Inga underarter finns listade i Catalogue of Life.